# 穆塔茲·伊薩·巴希姆
穆塔兹·伊萨·巴希姆（阿拉伯語：معتز عيسى برشم，1991年6月24日—），卡塔尔跳高运动员，他以2.43米成为跳高亚洲纪录保持者。获得2012年奥运会铜牌（2.29米）、2016年奥运会银牌（2.36米）、2020年奥运会金牌（2.37米）、2024年奥运会铜牌（2.34米）。他还获得2010和2014两枚亚运会金牌，以及一枚世界室内田径锦标赛金牌。2021年，他於2012年奧運奪得的銅牌因原金牌俄羅斯選手未通過藥檢，而獲遞補至銀牌。

## 生平

### 東京奧運會
在2021年東京奧運會田徑 - 男子跳高比賽決賽中，巴希姆和義大利運動員坦貝里均於2.19米起跳，最終增至2.37米，全數均一跳過成功；而當高度提高到奧運紀錄的2.39米，兩人在3次試跳均全部失敗，由於所有試跳紀錄都一樣，兩人不分高下；裁判要求他們「加時再戰，一跳定勝負」，巴舒謙反問一句「我們可不可以共享金牌? (Can we have two golds?)」，裁判回答指，「只要你們兩人都同意即可。」 坦貝里伸出友誼之手，表示自己同意，兩人最終共享了金牌。

## 家庭
弟弟Muamer Aissa Barsham也是一名跳高运动员。

## 外部連結
- 穆塔茲·伊薩·巴希姆在国际奥林匹克委员会的资料
- 穆塔茲·伊薩·巴希姆在的頁面